# Goldendale
Goldendale är administrativ huvudort i Klickitat County i delstaten Washington i USA. Orten har fått namn efter bosättaren John Golden. Vid 2010 års folkräkning hade Goldendale 3 407 invånare.